# Lepricornis cilnia
Lepricornis cilnia är en fjärilsart som beskrevs av Otto Staudinger 1888. Lepricornis cilnia ingår i släktet Lepricornis och familjen Riodinidae. Inga underarter finns listade i Catalogue of Life.